# Suck It and See (bài hát)
"Suck It and See" là một bài hát của ban nhạc indie rock Anh Arctic Monkeys từ album phòng thu cùng tên của họ, đĩa đơn được phát hành thông qua tải kỹ thuật số MP3 và 7 "vinyl vào ngày 31 tháng 10 năm 2011 cùng với bài hát "Evil Twin" là mặt B. Đây là một trong những đĩa đơn hiếm hoi có mặt B được xếp hạng cao hơn so với chính đĩa đơn, với Suck It and See ở 149 và Evil Twin đạt 114 trên UK Singles Chart.

## Danh sách bài hát
Tất cả lời bài hát được viết bởi Alex Turner; tất cả nhạc phẩm được soạn bởi Arctic Monkeys.
| 7" vinyl | 7" vinyl          | 7" vinyl   |
| STT      | Nhan đề           | Thời lượng |
| -------- | ----------------- | ---------- |
| 1.       | "Suck It and See" | 3:45       |
| 2.       | "Evil Twin"       | 3:23       |

| Tải kỹ thuật số | Tải kỹ thuật số   | Tải kỹ thuật số |
| STT             | Nhan đề           | Thời lượng      |
| --------------- | ----------------- | --------------- |
| 1.              | "Suck It and See" | 3:45            |
| 2.              | "Evil Twin"       | 3:23            |

## Thành phần tham gia
- Alex Turner - hát chính, lead & rhythm guitar
- Jamie Cook - lead & rhythm guitar
- Nick O'Malley - bass guitar, hát phụ
- Matt Helders - drums, hát phụ

## Bảng xếp hạng
| BXH (2011)                           | Vị trí cáo nhất |
| ------------------------------------ | --------------- |
| Bỉ (Ultratip Flanders)               | 15              |
| Bỉ (Ultratip Wallonia)               | 33              |
| Ukraine (FDR Rock Singles)           | 1               |
| Anh Quốc Indie (OCC)                 | 20              |
| UK Singles (Official Charts Company) | 149             |